# Football Club Fiorentino
Il Football Club Fiorentino, meglio noto come Fiorentino, è una società calcistica sammarinese con sede nel castello di Fiorentino.
La squadra fu fondata nel 1974 con il nome di Montevito, ma dovette fermare l'attività sportiva dal 1977 al 1979 e dal 1982 al 1984.
In seguito il nome cambiò da Montevito all'attuale Fiorentino e i colori sociali passarono dal verde e bianco agli odierni rosso e blu.

## Palmarès

### Competizioni nazionali
- Campionato sammarinese: 1

1991-1992

### Altri piazzamenti
- Coppa Titano

Semifinalista: 2015-2016

## Organico

### Rosa 2012-2013
| N. |                       | Ruolo | Calciatore           |
| -- | --------------------- | ----- | -------------------- |
|    | San Marino (bandiera) | P     | Michele Bollini      |
|    | San Marino (bandiera) | P     | Marco Graziosi       |
|    | San Marino (bandiera) | P     | Michele Berardi      |
|    | San Marino (bandiera) | D     | Giuseppe Buccolo     |
|    | San Marino (bandiera) | D     | Raffaele Carlini     |
|    | San Marino (bandiera) | D     | Mattia Casadei       |
|    | San Marino (bandiera) | D     | Luca Cavalli         |
|    | San Marino (bandiera) | D     | Matteo Ciacci        |
|    | San Marino (bandiera) | D     | Stefano Ciacci       |
|    | Italia (bandiera)     | D     | Pasquale Errichiello |
|    | San Marino (bandiera) | D     | Stefano Gasperoni    |
|    | San Marino (bandiera) | D     | Gabriele Genghini    |
|    | San Marino (bandiera) | D     | Massimo Marani       |
|    | Italia (bandiera)     | D     | Paolo Rocchetti      |
|    | San Marino (bandiera) | D     | Nhuel Zanfino        |
|    | San Marino (bandiera) | C     | Nicolas Burioni      |
|    | San Marino (bandiera) | C     | Pietro Calzolari     |
|    | San Marino (bandiera) | C     | Nicola Canini        |

| N. |                        | Ruolo | Calciatore           |
| -- | ---------------------- | ----- | -------------------- |
|    | San Marino (bandiera)  | C     | Lorenzo Ciacci       |
|    | San Marino (bandiera)  | C     | Marco Domeniconi     |
|    | San Marino (bandiera)  | C     | Federico Gennari     |
|    | San Marino (bandiera)  | C     | Massimo Gerundini    |
|    | Bielorussia (bandiera) | C     | Yauheni Lipen        |
|    | San Marino (bandiera)  | C     | Alessandro Molinari  |
|    | San Marino (bandiera)  | C     | Andrea Paoletti      |
|    | San Marino (bandiera)  | C     | Massimiliano Para    |
|    | San Marino (bandiera)  | C     | Matteo Scarponi      |
|    | San Marino (bandiera)  | C     | Adriano Zanotti      |
|    | Italia (bandiera)      | A     | Michele Agostini     |
|    | San Marino (bandiera)  | A     | Marco Arcangeloni    |
|    | Italia (bandiera)      | A     | Daniele Friguglietti |
|    | Romania (bandiera)     | A     | Alexandru Ionut      |
|    | Italia (bandiera)      | A     | Francesco Monaco     |
|    | San Marino (bandiera)  | A     | Massimo Moroni       |
|    | San Marino (bandiera)  | A     | Alessandro Stolfi    |
|    | Italia (bandiera)      | A     | Gabriele Zangoli     |

### Rosa delle stagioni passate
- 2008-2009